# Владимир Пономарјов
Владимир Алексејевич Пономарјов (рус. Владимир Алексеевич Пономарёв; 18. фебруар 1940) бивши је совјетски и руски фудбалер. Заслужни мајстор спорта СССР-а (1969).

## Биографија
Син је некадашњег нападача Динама из Москве Алексеја Пономарјова. Каријеру је почео у резервном тиму Динама, али због повреде није ушао у први тим. У сезони 1960/61. играо је за Волгу Калињин (Твер). Године 1962. позван је у московски Спартак, али је пар месеци касније пребачен у ЦСКА, где је играо до краја каријере. Престао је да игра са 29 година због повреде.
За репрезентацију Совјетског Савеза одиграо је 25 утакмица. Са репрезентацијом је заузео четврто место на Светском првенству 1966. одигравши пет утакмица за тим.
Радио је у структурама Министарства одбране, био је део ФГП у Мађарској. Потпуковник у пензији.
Деведесетих година је покренуо приватни бизнис и са својим партнерима отворио кафић Спортивное у Москви.

## Успеси

### Репрезентација
СССР
- Светско првенство 1966: 4. место